# Pallenis
 Pallenis  (Cass.) Cass., 1822 è un genere di piante angiosperme dicotiledoni della famiglia delle Asteraceae, sottofamiglia Asteroideae, tribù Inuleae e sottotribù Inulinae.

## Etimologia
Il nome del genere deriva da palea, (= pula), e fa riferimento al ricettacolo di pula.
Il nome scientifico del genere è stato definito dal botanico Alexandre Henri Gabriel de Cassini (1781-1832) nella pubblicazione " Dictionnaire des Sciences Naturelles, dans lequel on traite méthodiquement des différens êtres de la nature, considérés soit en eux-mêmes, d'aprés l'état actuel de nos connoissances, soit relativement à l'utilité quén peuvent retirer la médecine, l'agriculture, le commerce et les arts. Strasbourg. Edition 2" ( Dict. Sci. Nat., ed. 2. [F. Cuvier] 23: 566) del 1822.

## Descrizione

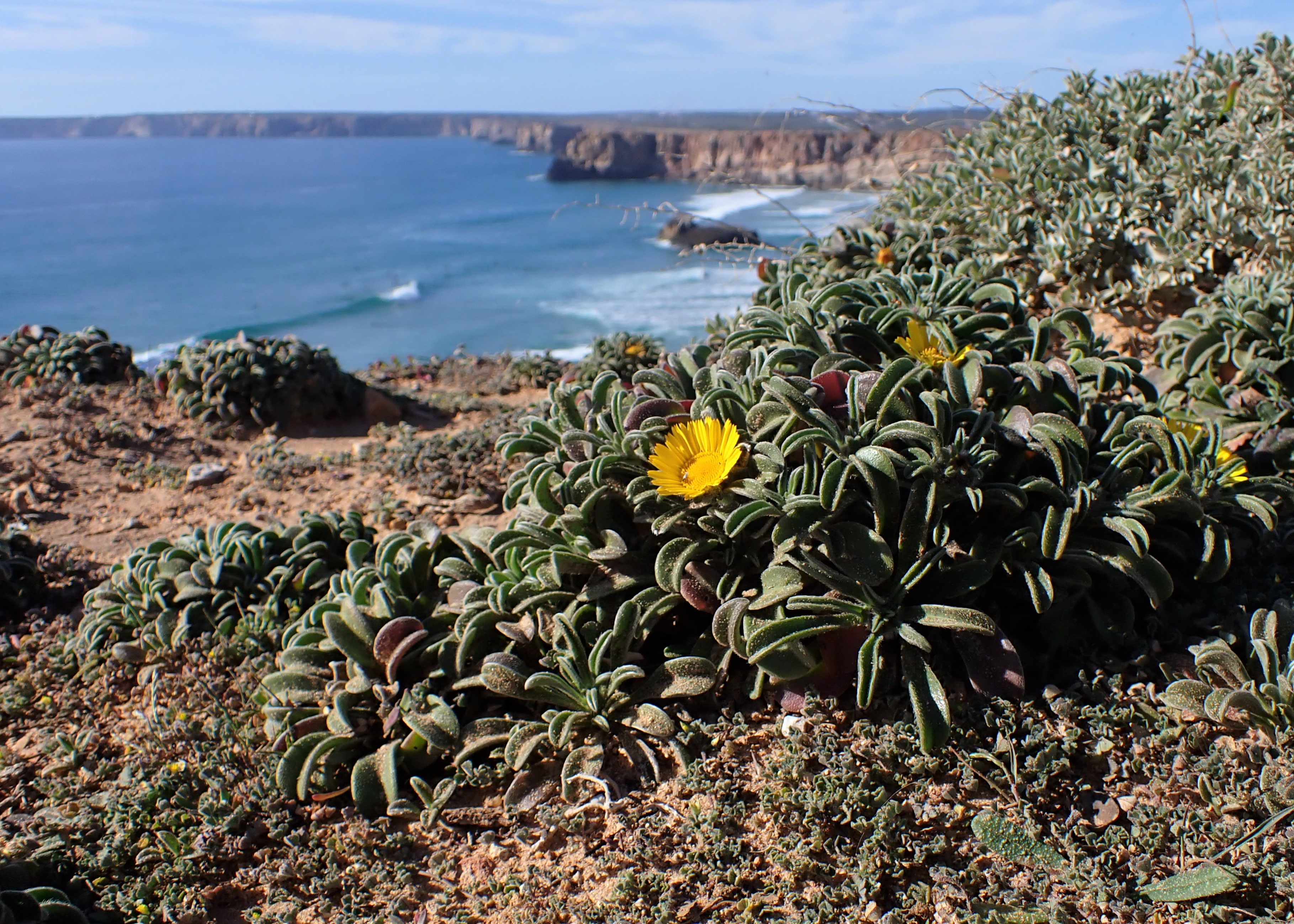
Il portamento
Pallenis maritima

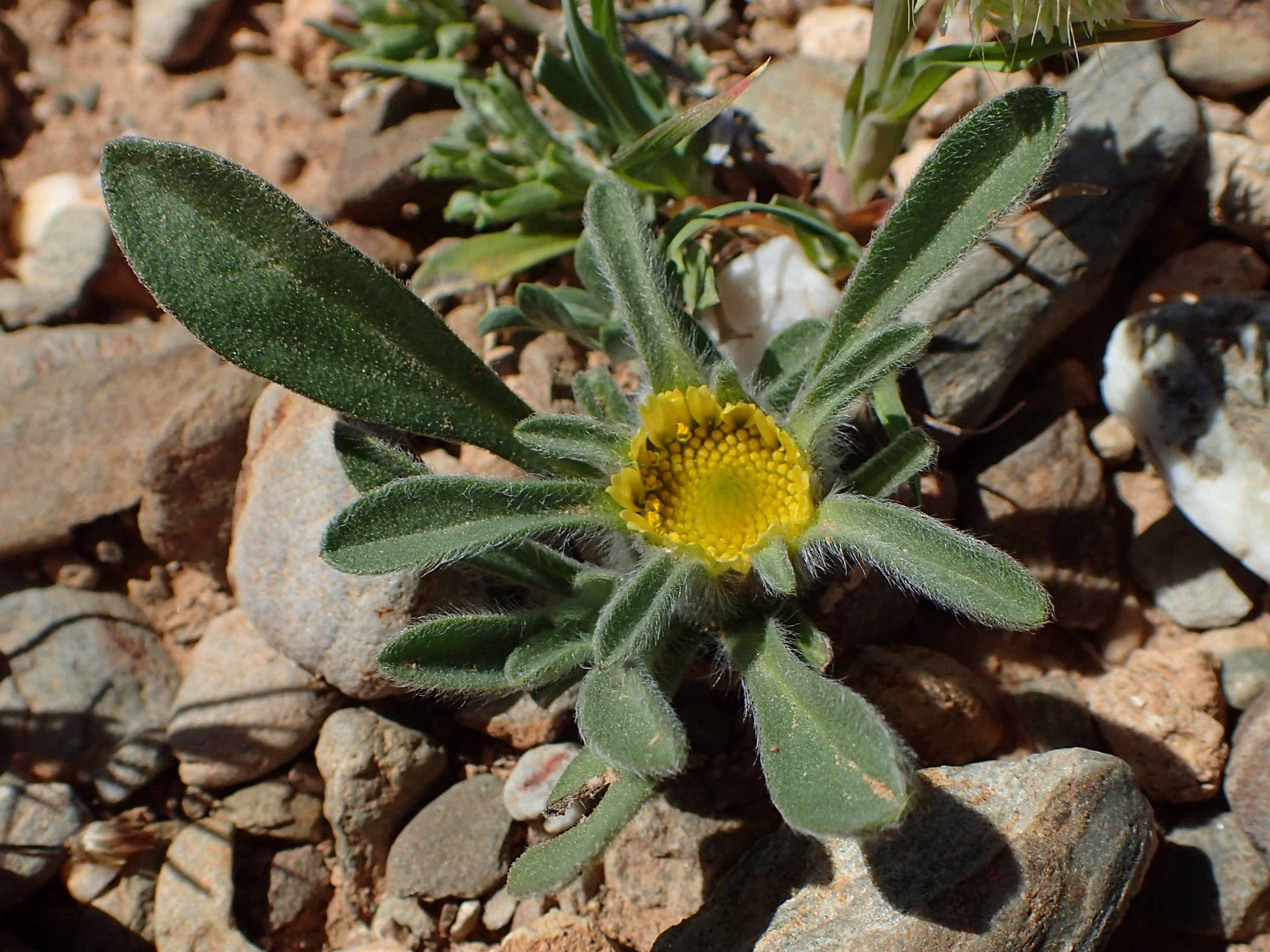
Le foglie
Pallenis hierochuntica

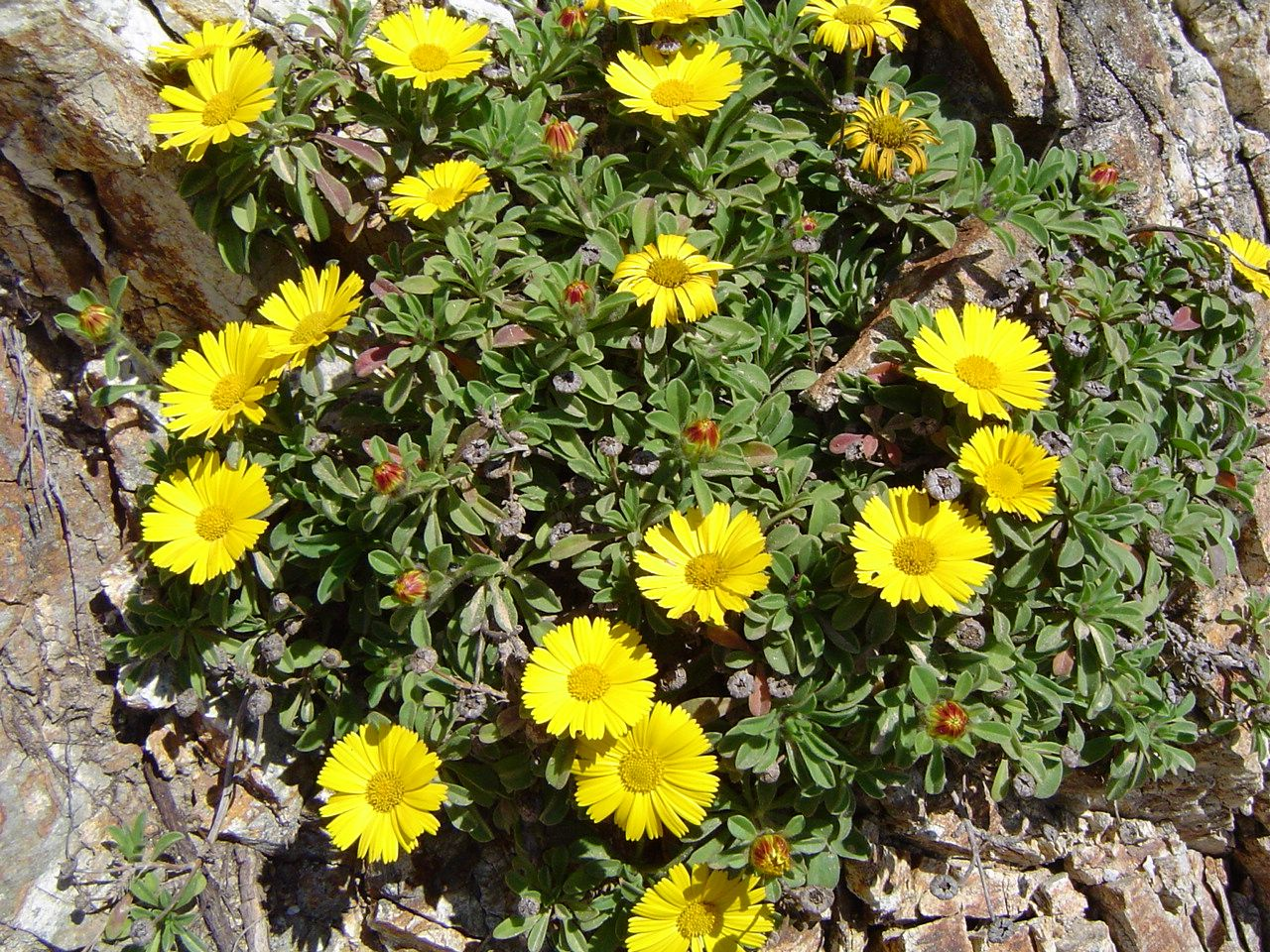
Infiorescenza
Pallenis maritima

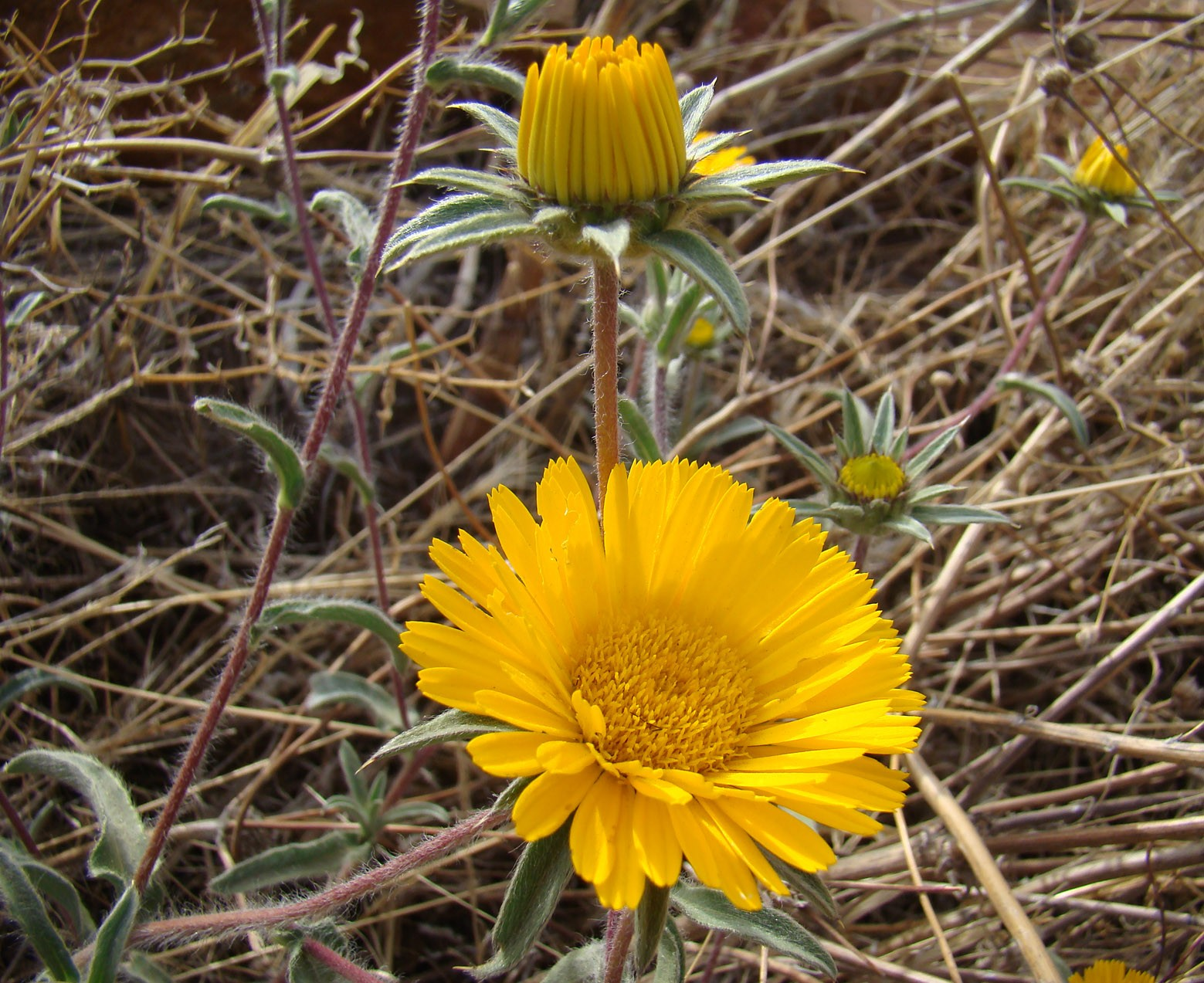
I fiori
Pallenis cuspidata

Portamento. Le specie di questo genere sono subarbusti o erbacee perenni o annue.
Fusto. La parte sotterranea del fusto consiste prevalentemente in rizomi. Generalmente il floema è privo di strati fibrosi; inoltre sono assenti i tessuti latticiferi.
Foglie. Le foglie lungo il caule sono disposte in modo alternato. La lamina è semplice, priva di lobi e pubescente.
Infiorescenza. Le infiorescenze sono formate da capolini solitari. I capolini sono di tipo radiato eterogamo. I capolini sono formati da un involucro composto da brattee disposte in modo embricato al cui interno un ricettacolo fa da base ai fiori ligulati periferici o fiori del raggio e ai fiori tubulosi quelli centrali o del disco. L'involucro è ampiamente campanulato e sotteso da alcune brattee subspinose a forma di foglie. Le brattee sono disposte generalmente su più righe; hanno consistenza erbacea o cartilaginea, ma senza margini ialini; gli stereomi non sono divisi. Il ricettacolo è liscio e può essere provvisto di pagliette (a protezione della base dei fiori).
Fiori.  I fiori sono tetra-ciclici (formati cioè da 4 verticilli: calice – corolla – androceo – gineceo) e pentameri (calice e corolla formati da 5 elementi). Si distinguono in:
- fiori del raggio (esterni): sono femminili e sono disposti su una o più serie; la forma è ligulata (zigomorfa);
- fiori del disco (centrali): sono più numerosi con forme brevemente tubulose (attinomorfe); sono ermafroditi e fertili.

- Formula fiorale:

*/x K {\displaystyle \infty }, [C (5), A (5)], G 2 (infero), achenio
- Calice: i sepali del calice sono ridotti ad una coroncina di squame.

- Corolla: 
  - fiori del raggio: la forma della corolla alla base è più o meno tubulosa-imbutiforme, mentre all'apice è ligulata; la ligula può terminare con alcuni denti; il colore è giallo; l'epidermide è crestata;
  - fiori del disco: la forma è tubulare bruscamente divaricata in 4-5 brevi lobi; il colore è giallo deciso.

- Androceo: l'androceo è formato da 5 stami sorretti da filamenti generalmente liberi; gli stami sono connati e formano un manicotto circondante lo stilo. Le antere sono speronate con una lunga coda. Il tessuto dell'endotecio è a forma polarizzata. Le cellule del collare dei filamenti sono piatte o di tipo mammelloso.

- Gineceo: il gineceo ha un ovario uniloculare infero formato da due carpelli.[5] Lo stilo è unico e con due stigmi nella parte apicale. Gli stigmi spesso sono provvisti di peli acuti che terminano sopra la biforcazione senza raggiungerla. Le superfici stigmatiche confluiscono all'apice, mentre alla base sono separate in due distinte linee (lignee stigmatiche marginali[7]). Il polline è spinuloso.

Frutti. I frutti sono degli acheni con pappo. Gli acheni dei fiori centrali sono provvisti di 5 fasci vascolari; la forma è ellissoide, spiralata o a sezione triangolare, spesso con coste sclerenchimatiche. Talvolta sono presenti dei condotti o delle cavità resinose. La superficie è glabra o ricoperta da peli ghiandolari. L'epidermide dell'achenio è provvista di grandi cristalli di ossalato di calcio, oppure di cristalli simili alla sabbia, oppure ne è priva. Gli acheni dei fiori del raggio sono oblunghi-obovati, affusolati o dorsoventralmente compressi e alati. Il pappo è formato setole capillari, o setole capillari miste a piccole squame o larghe squame sole. Qualche volta il pappo dei fiori del raggio è assente.

## Biologia
Impollinazione: l'impollinazione avviene tramite insetti (impollinazione entomogama tramite farfalle diurne e notturne).

Riproduzione: la fecondazione avviene fondamentalmente tramite l'impollinazione dei fiori (vedi sopra).

Dispersione: i semi (gli acheni) cadendo a terra sono successivamente dispersi soprattutto da insetti tipo formiche (disseminazione mirmecoria). In questo tipo di piante avviene anche un altro tipo di dispersione: zoocoria. Infatti gli uncini delle brattee dell'involucro (se presenti) si agganciano ai peli degli animali di passaggio disperdendo così anche su lunghe distanze i semi della pianta. Inoltre per merito del pappo (se presente) il vento può trasportare i semi anche a distanza di alcuni chilometri (disseminazione anemocora).

## Distribuzione e habitat
Le specie di questo genere sono distribuite nell'areale del Mediterraneo dal Sahara Occidentale fino all'Iran.
Specie della zona alpina

Delle due specie spontanee della flora italiana solamente la specie P. spinosa vive sull'arco alpino. La tabella seguente mette in evidenza alcuni dati relativi all'habitat, al substrato e alla distribuzione delle specie alpine.
| Specie | Comunità vegetali | Piani vegetazionali | Substrato | pH     | Livello trofico | H2O   | Ambiente    | Zona alpina |
| --- | ----------------- | ------------------- | --------- | ------ | --------------- | ----- | ----------- | ----------- |
| Pallenis spinosa | 9                 | montano collinare   | Ca - Si   | neutro | medio           | arido | B1 B2 F2 G3 | IM CN BG    |
| Legenda e note alla tabella. Substrato: con “Ca/Si” si intendono rocce di carattere intermedio (calcari silicei e simili). Zona alpina: vengono prese in considerazione solo le zone alpine del territorio italiano (sono indicate le sigle delle province). Comunità vegetali: 9 = comunità a emicriptofite e camefite delle praterie rase magre secche. Ambienti: B1 = campi, colture e incolti; B2 = ambienti ruderali, scarpate; F2 = praterie rase, prati e pascoli dal piano collinare al subalpino; G3 = macchie basse. |                   |                     |           |        |                 |       |             |             |

## Sistematica
La famiglia di appartenenza di questa voce (Asteraceae o Compositae, nomen conservandum) probabilmente originaria del Sud America, è la più numerosa del mondo vegetale, comprende oltre 23.000 specie distribuite su 1.535 generi, oppure 22.750 specie e 1.530 generi secondo altre fonti (una delle checklist più aggiornata elenca fino a 1.679 generi). La famiglia attualmente (2021) è divisa in 16 sottofamiglie; la sottofamiglia Asteroideae è una di queste e rappresenta l'evoluzione più recente di tutta la famiglia.

### Filogenesi
La tribù Inuleae (comprendente le Inulinae) è una delle 21 tribù della sottofamiglia Asteroideae). Da un punto di vista filogenetico, la tribù Inuleae, all'interno della sottofamiglia, fa parte del gruppo "Helianthodae". La sottotribù Inulinae è caratterizzata dalla particolare pubescenza dello stilo e dagli acheni con cristalli di ossalato di calcio.
Nell'ambito della sottotribù il genere Pallenis fa parte del "Complesso di Pulicaria"; un gruppo monofiletico comprendente i generi Pallenis, Rhanterium, Pulicaria, Limbardia, Jasonia, Dittrichia e Iphiona.
I caratteri distintivi del genere sono:
- il portamento è erbaceo con foglie piatte;
- i capolini sono sottesi da una riga di brattee simili a foglie;

Il numero cromosomico delle specie di questo genere è: 2n = 10 e 12.

### Elenco delle specie
Questo genere ha 6 specie:
- Pallenis cuspidata Pomel
- Pallenis cyrenaica  Alavi
- Pallenis hierichuntica  (Michon) Greuter
- Pallenis maritima  (L.) Greuter
- Pallenis spinosa  (L.) Cass.
- Pallenis teknensis  (Dobignard & Jacquemoud) Greuter & Jury

### Sinonimi
Sono elencati alcuni sinonimi per questa entità:
- Athalmum Neck. ex Kuntze
- Saulcya  Michon

## Specie simili
Pallenis è simile al genere Asteriscus, ma differisce per gli acheni esterni compresso-alati e quelli interni prismatici, il pappo formato da brevi setole e alcune brattee esterne subspinose.

### Specie spontanee italiane
Elenco delle specie presenti in Italia:
- Pallenis maritima  (L.) Greuter
- Pallenis spinosa  (L.) Cass.

Chiave per le specie
- 1A: il portamento delle piante è annuo o bienne; le nervature delle foglie sono pennate; le brattee esterne dell'involucro sono spinose e molto grandi;

Pallenis spinosa  (L.) Cass. - Asterisco spinoso: l'altezza massima della pianta è di 10 - 50 cm; il ciclo biologico è annuo; la forma biologica è terofita scaposa (T scap) ma anche emicriptofita bienne (H bienn); il tipo corologico è Euri-Mediterraneo; l'habitat tipico sono gli incolti, i pascoli aridi e i margini delle vie; in Italia è una specie comune con alcune lacune e si trova fino ad una quota di 1.400 m s.l.m..
- 1B: il portamento delle piante è perenne; la nervatura delle foglie è unica; le brattee esterne dell'involucro non sono spinose ed hanno dimensioni normali;

Pallenis maritima  (L.) Greuter - Asterisco marittimo: l'altezza massima della pianta è di 2 - 5 cm; il ciclo biologico è perenne; la forma biologica è emicriptofita scaposa (H scap); il tipo corologico è  Ovest Mediterraneo; l'habitat tipico sono le rupi marittime e le scogliere; in Italia è una specie rara e si trova soprattutto in Toscana e Sicilia.